# Poslednja igra leptira
Poslednja igra leptira bio je srpski pop-rock sastav osnovan u Beogradu 1979. godine.

## Životopis sastava
Sastav osniva Nenad Radulović 1979. godine. U početku je sastav izvodio akustičnu glazbu ali poslije pobjede na Palilujskoj olimpijadi kulture 1981. popularnost im raste.
Osniva se sastav sa stalnim članovima kojeg čine: Nenad Radulović, Draško Janković (gitara), Zorica Đermanov (vokal), Olivera Perić (violina), Sašo Bogojevski (bas gitara), Dragan Todorović (bubnjevi), Dušan Hristić (sintesajzer) i Dragomir Bulić (saksofon).
Prvi album Napokon ploča objavljuje ZKP RTLJ 11. listopada, 1982. Album postaje vrlo popularan iako su različiti glazbeni stilovi bilo predstavljeni na albumu, a pjesme "Nataša" i "Vrati se" su bile udarni hitovi s albuma. Do kraja 1982. održali su 15 koncerata u beogradskom Domu sindikata. U prvoj polovini 1983. sastav napuštaju Dragomir Bulić i Dušan Hristić a novi član postaje Darko Bobesić (sintesajzer), a potom Slobodan Mitić (sintesajzer).
ZKP RTLJ objavljuje njihov drugi album Ponovo ploča & druge priče 19. rujna, 1983., za koji je većinu tekstova napisao Neša Radulović (osim pjesme  "Otići ću", koju je napisao Miodrag Božidarević). Najpoznatiji hitovi s albuma bile su pjesme "Sličuge" i "Hvala ti za muziku". 
Krajem 1984., sastav napuštaju Olivera Perić i Zorica Đermanov, a sastavu se priključuje nova pjevačica Lidija Asanović.
PGP RTB objavljuje u rujnu 1985. njihov treći album, Opet ploča - Srce od meda. Tekstove i glazbu napisao je Neša Radulović (osim za pjesmu "Dečko, 'ajde o'ladi" za koju Radulović glazbu piše sa Sašom Bogojevskim). Specijalni gost na albumu bio je Bora Đorđević. Najpoznatiji hit na albumu bila je pjesma "Dečko, 'ajde o'ladi", s Lidijom Asanović, što im donosi nagradu Oskara popularnostii postaju pop sastav godine.
Četvrti album Grudi moje Balkanske objavljuje PGP-RTB u listopadu 1986. Autori svih pjesama bili su Neša Radulović i Dragomir "Miki" Stanojević. Hitovi postaju pjesme: "Umiru jeleni" i "Taxi". Peti album Zajedno smo piškili u pesku izlazi u prosincu 1987. kojeg je isto objavio PGP RTB dok je producent bio Kornelije Kovač. Tekst pjesme "Zajedno smo piškili u pesku" napisao je Bora Đorđević. Specijalni gosti na albumu bile su glumica Jelica Sretenović i Aleksandra Kovač, koje nastupaju kao pozadinski vokali. Hitovi s ovog albuma bili su: "Ruska čokolada", "Zajedno smo piškili u pesku" i "Tibet".
Sastav se razilazi 1989. a Radulović objavljuje svoj solo album Niko nema što piton imade, što je bila parodija na srpsku "novokomponovanu muziku"". 
Radulović nije uspio završiti svoj drugi solo album (osim pjesme  "Modra bajka"), jer umire od tumora 12. veljače, 1990. ITMM objavljuje Modra bajka - Najbolje od, album koji je sadržavao stare hitove Poslednja Igra Leptira, pjesmu "Modra bajka" i nekoliko koncertnih pjesama.

## Članovi
- Nenad Radulović - Neša Leptir - vokal, tekstovi, glazba, aranžmani, udaraljke, harfa (1979. – 1989.)
- Draško Janković - Draško - gitara (1979. – 1989.)
- Sašo Bogojevski - Sale - bas-gitara, glazba, aranžmani (1979. – 1989.)
- Dragan Todorović - Gaja - bubnjevi, perkuzije, udaraljke (1979. – 1989.)
- Zorica Đermanov - vokal (1979. – 1985.)
- Olivera Perić - violina (1979. – 1985.)
- Dragomir Bulić - saksofon, glazba, aranžmani (1979. – 1983.)
- Dušan Hristić - klavijature (1979. – 1983.)
- Darko Bobesić - klavijature (1982. – 1983.)
- Slobodan Mitić - klavijature (1983. – 1986.)
- Lidija Asanović - vokal (1985. – 1986.)
- Dragomir Stanojević - Miki - klavijature, glazba, aranžmani, prateći vokali (1986. – 1989.)
- Dragoljub Pejoski - Dado - gitara, razni žičani instrumenti, prateći vokali (1987. – 1989.)

## Diskografija
- 1982. - Napokon ploča
- 1983. - Ponovo ploča i druge priče
- 1985. - Opet ploča - Srce od meda
- 1986. - Grudi moje balkanske
- 1987. - Zajedno smo piškili u pesku
- 1997. - Modra bajka - Best of

## Nenad Radulović solo:
- 1989. - Niko nema što piton imade

## Zanimljivosti
Pjesmu "Zajedno smo piškili u pesku" po kojoj je album iz 1987. godine dobio ime napisao je Bora Đorđević. Na istom albumu gostovala je glumica Jelica Sretenović u pjesmi "Ruska čokolada".